# Idioma adele
El idioma adele se habla en el este de Ghana así como en Togo. Se trata de un idioma minoritario, hablado por cerca de 21 000 personas. Pertenece a la familia de las lenguas kwa. Quienes hablan este idioma lo llaman Gidire.
Nombres alternos: Bedere, Bidire, Gadre y Gidire.